# Dipsacus comosus
Dipsacus comosus är en tvåhjärtbladig växtart som beskrevs av Johann Centurius von Hoffmannsegg och Link. Dipsacus comosus ingår i släktet kardväddar, och familjen Dipsacaceae. Inga underarter finns listade i Catalogue of Life.

## Bildgalleri

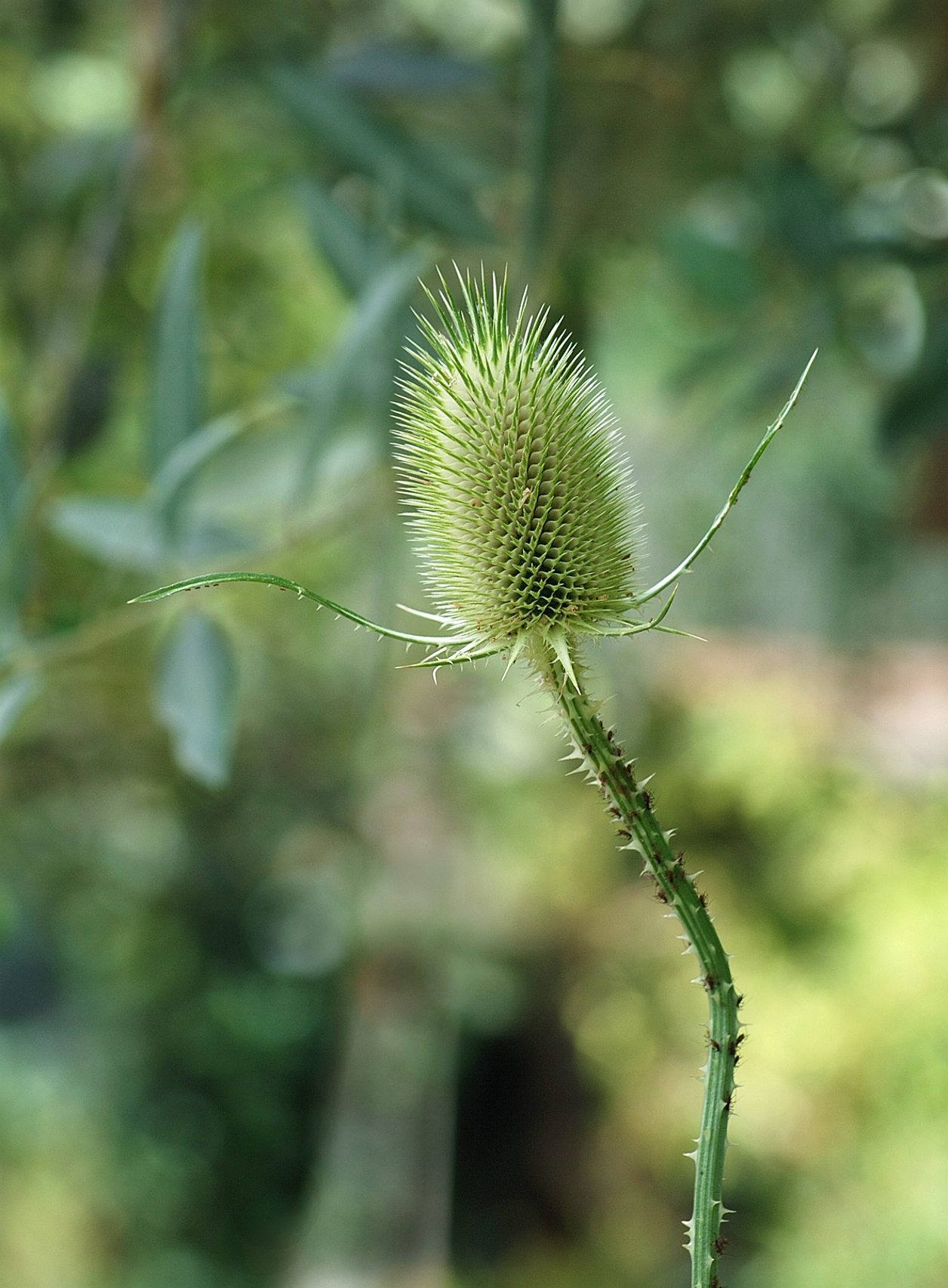
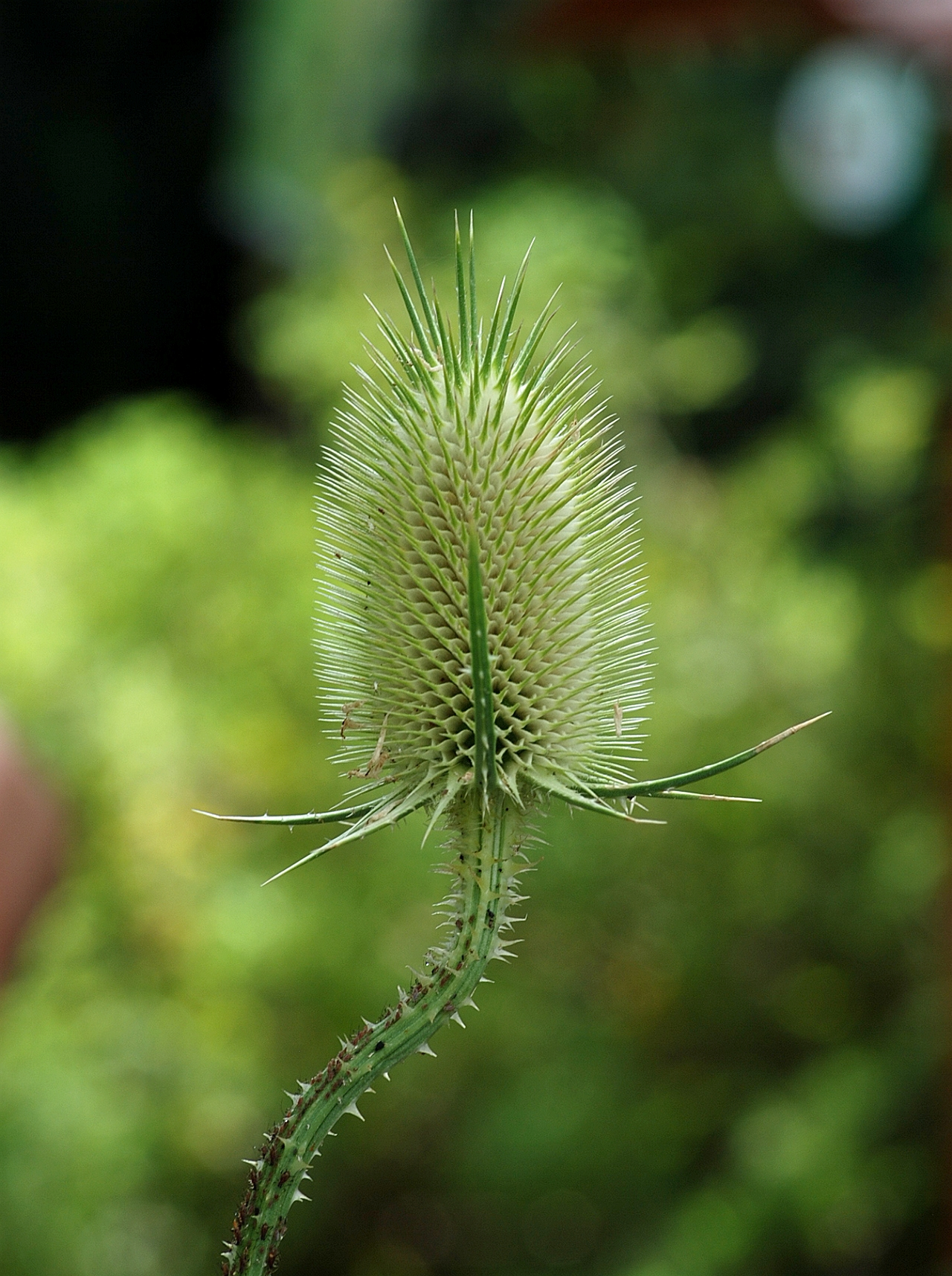